# N21 (Frankrijk)
De N21 of Route nationale 21 is een nationale weg in het zuiden van Frankrijk. De weg loopt van Limoges via Périgueux, Agen en Tarbes naar Lourdes. De weg is ongeveer 398 kilometer lang en daarmee een van de langste nationale wegen sinds de declassificaties van 2006.

## Geschiedenis
In 1811 liet Napoleon Bonaparte de Route impériale 24 aanleggen van Parijs naar Barèges. In 1824 werd de huidige N20 gecreëerd uit de Route impériale 24. Deze weg liep van Limoges via Périgueux, Agen, Tarbes en Lourdes naar Barèges en was 446 kilometer lang. In 1859 werd het eindpunt verlegd naar Gavarnie aan de Spaanse grens, waardoor de weg 461 kilometer lang werd. Er was echter geen grensovergang. 

### Declassificaties
Doordat de weg nooit is doorgebouwd naar Spanje, had het deel in de Pyreneeën maar weinig belang voor het doorgaande verkeer. Daarom werd in 1973 het deel tussen Argelès-Gazost en Gavarnie overgedragen aan het departement Hautes-Pyrénées en omgenummerd tot D921. In 2006 volgde het deel tussen Lourdes en Argelès-Gazost, dat het nummer D821 kreeg. Ook werd in dat jaar het traject door de stad Périgueux overgedragen aan het departement Dordogne, aangezien de doorgaande route inmiddels over de nieuwe N221 en A89 liep. Dit traject kreeg het nummer D6021. 
N1 · N2 · N3 · N4 · N5 · N6 · N7 · N9 · N10 · N11 · N12 · N13 · N14 · N15 · N17 · N19 · N19J · N20 · N21 · N22 · N24 · N25 · N27 · N28 · N31 · N33 · N34 · N36 · N37 · N41 · N42 · N43 · N44 · N47 · N49 · N51 · N52 · N57 · N58 · N59 · N61 · N61A · N65 · N66 · N67 · N70 · N77 · N79 · N80 · N82 · N83 · N85 · N86 · N87 · N88 · N89 · N90 · N94 · N98 · N100 · N102 · N104 · N105 · N106 · N109 · N112 · N113 · N116 · N118 · N118A · N118B · N122 · N123 · N124 · N125 · N126 · N129 · N134 · N135 · N136 · N137 · N138 · N141 · N142 · N145 · N147 · N149 · N150 · N151 · N154 · N157 · N158 · N159 · N162 · N164 · N165 · N166 · N171 · N174 · N175 · N176 · N182 · N184 · N186 · N186A · N186B · N188 · N191 · N192 · N201 · N202 · N205 · N209 · N216 · N221 · N224 · N225 · N227 · N230 · N237 · N244 · N248 · N249 · N250 · N254 · N265 · N274 · N282 · N296 · N301 · N303 · N306 · N314 · N315 · N316 · N320 · N324 · N330 · N337 · N338 · N346 · N353 · N356 · N363 · N385 · N388 · N401 · N406 · N410 · N416 · N425 · N431 · N440 · N441 · N444 · N446 · N449 · N481 · N486 · N488 · N489 · N520 · N524 · N532 · N537 · N542 · N543 · N568 · N569 · N572 · N580 · N814 · N844 · N1007 · N1012 · N1013 · N1014 · N1019 · N1021 · N1029 · N1031 · N1043 · N1050 · N1075 · N1083 · N1104 · N1113 · N1134 · N1135 · N1141 · N1154 · N1338 · N1547 · N1569 · N2028 · N2043 · N2057 · N2162 · N2249